# Eugène de Grasset
Pour les articles homonymes, voir Grasset.
Ne doit pas être confondu avec Eugène Grasset.
(Jean) Eugène de Grasset (Pézenas (Hérault), 1er avril 1794 - Pézenas, 30 octobre 1877), appelé le marquis de Grasset, est un parlementaire français. 

## Biographie
Royaliste légitimiste, maire de Pézenas, président du conseil général de l’Hérault, député légitimiste de l’Hérault (élu le 21 juin 1834, réélu le 9 juillet 1842, puis le 13 mai 1849).
Il vote pour l’expédition de Rome et pour la loi Falloux et est député de l’Hérault de 1834 à 1852.
Son fils, Henri de Grasset, en tant que député, est à l'origine du vote d'une loi qui visait à octroyer un prix de 300.000 francs or à celui qui trouverait le remède contre le phylloxéra. Ce prix ne fut pas attribué car il n'y eut pas de remède comme l'emploi du soufre contre l'oïdium de la vigne, ou la bouillie bordelaise contre le mildiou.

## Famille
Issu d'une famille de Pézenas dont la filiation remonte au début du XVIe siècle.
Fils unique de Jean Pierre de Grasset (1751 + 1841), écuyer, président du district de Béziers (1790-1792), conseiller général, puis président du conseil général de l'Hérault (1805-1830) et maire de Pézenas (démission 1830), chevalier de la Légion d'honneur (1814), marié en 1788 à (Elisabeth Henriette) Alexandrine de Bonnet de Maureilhan (1768 + 1847).
Marié par contrat du 21 mai 1817, à Montpellier, à Pulchérie de Ginestous (1798 + 1856), fille d’Anne Eugène François Louis, comte de Ginestous, baron de la Liquisse, et d’Henriette de Julien de Vinezac.

## Enfants
- Gabrielle de Grasset (1818 - 1862), mariée en 1838 à Amédée, vicomte de Ginestous.
- Henri de Grasset (1821 - août 1877), comte de Grasset (mort avant son père), viticulteur propriétaire, député légitimiste de l’Hérault (1871-1876), conseiller général (de 1871 à sa mort), marié en 1847 à Paris à Camille Félicie de Sahuguet d’Amarzit d’Espagnac (1826 - 1867).
- Marie de Grasset (1823 - 1852), mariée en 1841 à Paulin Joseph, comte de Cadolle (1812 - 1887).
- Charles de Grasset (1830 - 1899), comte puis 3e marquis de Grasset, à la suite de son neveu (1880), marié en 1869 à Clémence de Fabre de Latude (1840 - 1915).

## Sources
- « Eugène de Grasset », dans Adolphe Robert et Gaston Cougny, Dictionnaire des parlementaires français, Edgar Bourloton, 1889-1891 [détail de l’édition]
- Le Languedocien journal d'information viticole. Journal local d'Eugène Richard paraissant à Pézenas à partir du milieu du dix-neuvième siècle.
- Bulletins de la Société centrale d'agriculture de l'Hérault.
- Société de Protection de la Nature du Piscénois, conférences de son Président Paul Ivorra, notamment au château St-Pierre de Montblanc.